# Lerneca fuscipennis
Lerneca fuscipennis är en insektsart som först beskrevs av Henri Saussure 1874.  Lerneca fuscipennis ingår i släktet Lerneca och familjen syrsor. Inga underarter finns listade i Catalogue of Life.